# Beausite
Beausite település Franciaországban, Meuse megyében. Lakosainak száma 256 fő (2022. január 1.). Beausite Courcelles-sur-Aire, Heippes, Les Trois-Domaines, Nubécourt, Pretz-en-Argonne, Rembercourt-Sommaisne és Saint-André-en-Barrois községekkel határos.

## Népesség
A település népességének változása:
| Lakosok száma | 292  | 338  | 337  | 286  | 251  | 248  | 250  | 253  | 253  | 256  |
|               | 1968 | 1982 | 1990 | 2006 | 2013 | 2015 | 2017 | 2019 | 2020 | 2022 |